# Deutscher Fernsehpreis
Der Deutsche Fernsehpreis ist ein Fernsehpreis, dessen Einführung im Oktober 1998 von den Fernsehsendern Das Erste, ZDF, RTL und Sat.1 beschlossen wurde. Die erste Verleihung fand am 2. Oktober 1999 in Köln statt, seitdem findet, mit einer Ausnahme, jährlich eine Verleihung statt.

## Geschichte

### Gründung 1998/99
Von 1983 bis 1998 wurde jährlich der Fernsehpreis Telestar verliehen. Zunächst führte der WDR ihn alleine durch. Erst ab 1985 wurde er gemeinsam mit dem ZDF durchgeführt. Nach der Einstellung des Hörfunk- bzw. Fernsehpreises Löwe von Radio Luxemburg im Jahre 1995 übernahm der Fernsehsender RTL dann ein Jahr später den Namen für seinen neuen Fernsehpreis Goldener Löwe, der von 1996 bis 1998 vergeben wurde.
Beiden Preisen wurde vorgeworfen, dass die Sender ihre jeweils eigenen Leistungsträger bevorzugt auszeichnen würden. Deshalb wurde im Oktober 1998 von den großen öffentlich-rechtlichen Fernsehsendern Das Erste und ZDF sowie von den größten privaten Fernsehsendern RTL und Sat.1 beschlossen, dass sie eine gemeinsame Auszeichnung vergeben wollen. Somit gingen die beiden ehemaligen Fernsehpreise Telestar und Goldener Löwe im Deutschen Fernsehpreis auf. Das Ziel ist, dass der Deutsche Fernsehpreis international vergleichbare Bedeutung erlangt wie der „Emmy“ oder der „Oscar“.
Die erste Verleihung fand am 2. Oktober 1999 in Köln statt. Die Preisverleihung fand von 1999 bis 2014 jedes Jahr Ende September bzw. Anfang Oktober statt, alle Preise wurden im Kölner Coloneum vergeben.

### Reform 2009/10
In einer umfangreichen Reform wurden im Vorfeld der Verleihung 2010 alle anderen persönlichen Kategorien (u. a. für Nebendarsteller und Regisseure) bis auf die beiden Hauptdarsteller-, Sonder-, Ehren- und Förderpreise gestrichen, andererseits aber ein Jury- und ein Publikumspreis hinzugefügt. Das gab WDR-Intendantin Monika Piel, die damalige Vorsitzende des Stifterkreises, bekannt. Die Aktion löste Proteste der Filmschaffenden aus, die in den Änderungen eine „beispiellosen Abwertung der Fiktion“ sahen. In einem dringenden Appell riefen sie die Stifter auf, diese Veränderungen zu überdenken und damit einer „Missachtung der Urheber und Gestalter der Filme, Sendungen und Serien“ entgegenzuwirken. Im Vorfeld der Preisverleihung 2011 ließen die Veranstalter verlauten, dass sie an der Konzeptänderung und somit am gekürzten Kategoriensystem festhalten wollten. In der Folge der Entscheidung gründeten etliche Berufsverbände der Filmwirtschaft die Deutsche Akademie für Fernsehen, die von den Kreativen aus den einzelnen Filmgewerken getragen wird und bei deren jährlichen Auszeichnung, vergleichbar mit dem Emmy, die Preisträger von den Kollegen aus dem jeweiligen Filmgewerk nominiert und gewählt werden.

### Auflösung des Preises 2014 und Neugründung 2015/16
Im Februar 2014 wurde bekannt, dass der Gesellschaftervertrag zwischen ARD, ZDF, RTL und Sat.1 gekündigt wurde und es somit nach 2014 keinen weiteren Deutschen Fernsehpreis mehr geben würde. Verhandlungen zwischen den Stiftern im August 2015 ergaben, dass der Deutsche Fernsehpreis 2016 nun als Neujahrstreffen der Fernsehbranche mit neuem Konzept in den Düsseldorfer Rheinterrassen stattfand, das nicht voll im Fernsehen übertragen wurde. Stattdessen wurde eine halbstündige Zusammenfassung gesendet. Zudem werden ehemalige Kategorien wieder vergeben.

### Veränderungen 2020/21
Ab 2020 sollte die Verleihung wieder live im Fernsehen gezeigt und im Kölner Coloneum stattfinden, wo er schon die ersten 16 Jahren veranstaltet wurde. Zudem sollte sie erstmals von der Produktionsfirma Riverside Entertainment – einem Joint Venture der NDR-Tochter Studio Hamburg Produktion mit ZDF Enterprises – produziert werden. Darüber hinaus sollte die Verleihung im Sommer am 6. Juni stattfinden. Aufgrund der COVID-19-Pandemie musste die Verleihungsveranstaltung abgesagt werden. Die Nominierungen für den 21. Deutschen Fernsehpreis wurden wie geplant im Mai 2020 veröffentlicht. Die Bekanntgabe der Preisträger erfolgte Anfang Juni. Die oben genannten Neuerungen traten für die Verleihung 2021 in Kraft.
In den Statuten gibt es ebenfalls Neuerungen. Die Sendervertreter arbeiten weiterhin mit in der Jury, jedoch stimmen sie nun bei der finalen Preisentscheidung nicht mehr mit. Die Kategorie Bestes Streaming-Programm wird zudem erstmals verliehen.

### Streaminganbieter 2023
2023 wurden die Streaminganbieter Disney+, Netflix und Prime Video Partner des Filmpreises. Der Kreis der Stifter blieb unverändert.

## Kriterien der Preisverleihung
Absicht des Deutschen Fernsehpreises ist es, die Qualität des deutschen Fernsehprogramms zu fördern und hervorragende Leistungen für das Fernsehen zu würdigen. Kriterien und Prozedere sind in einem Statut geregelt.
Für den Preis qualifizieren bis zur Verleihung 2014 sich alle Fernsehproduktionen deutschen Ursprungs oder mit maßgeblicher kreativer und wirtschaftlicher Mitwirkung deutscher Auftraggeber, die zwischen dem 1. September des jeweiligen Vorjahres und dem 31. August des laufenden Jahres bundesweit ausgestrahlt wurden. Für die Verleihung 2016 galt der Zeitraum vom 1. September 2014 bis zum 31. Dezember 2015, für die Verleihungen 2017 bis 2019 galt der Zeitraum vom 1. Januar und dem 31. Dezember des Vorjahres. Für die Verleihung 2020 galt der Zeitraum vom 1. Januar 2019 bis 30. April 2020.
In jeder Preiskategorie werden nicht früher als vier Wochen vor der Verleihung jeweils drei bis fünf Nominierungen bekanntgegeben. Jeder Nominierte erhält eine Urkunde. Die Preisträger erhalten die Preisskulptur und eine Urkunde. Abgesehen von den Förderpreisen sind die Preise nicht dotiert. Außerdem können Preise wie Sonderpreise, Förderpreise oder der Ehrenpreis der Stifter ohne vorherige Nominierung vergeben werden.

## Jury
Über die Nominierungen und Preisträger entscheidet eine unabhängige Jury, die aus neun bis zwölf Mitgliedern besteht, die für jeweils zwei Jahre berufen wird, wobei eine Wiederberufung nach diesem Zeitraum möglich ist. Die Mitglieder der Jury dürfen zu Rundfunk- und Fernsehanbietern in keinem arbeitsrechtlichen Verhältnis stehen.
Seit der Verleihung 2016 gibt es drei Fachkommissionen mit je drei, höchstens fünf Mitgliedern für die Bereiche Fiktion, Unterhaltung und Information, die die Vorauswahl durchführen. Diese bilden anschließend die Jury. Sie werden nur für ein Jahr berufen, wobei ebenfalls eine Wiederberufung möglich ist.
Die folgende Tabelle ist eine Aufzählung aller Jurymitglieder.
| Jahr | Vorsitzende                                              | stellvertretende Vorsitzende                  | weitere Jurymitglieder |
| ---- | -------------------------------------------------------- | --------------------------------------------- | --- |
| 1999 | Jury: Peter Gerlach Vorauswahlkommission: Heinz Ungureit | k. A.                                         | Jury: Stefan Aust, Marc Conrad, Nico Hofmann, Ulrike Kriener, Giovanni di Lorenzo, Norbert Schneider Vorauswahlkommission: Lutz Hachmeister, Uwe Kammann, Jan Josef Liefers, Vivian Naefe, Barbara Sichtermann, Klaudia Wick1 |
| 2000 | Lutz Hachmeister                                         | Klaudia Wick1                                 | Stefan Aust, Marc Conrad, Nico Hofmann, Uwe Kammann, Ulrike Kriener, Jan Josef Liefers, Giovanni di Lorenzo, Vivian Naefe, Norbert Schneider, Barbara Sichtermann                                                             |
| 2001 | Lutz Hachmeister                                         | Klaudia Wick1                                 | Stefan Aust, Marc Conrad, Uwe Kammann, Ulrike Kriener, Sandra Maischberger, Barbara Sichtermann, Norbert Schneider, Natalia Wörner                                                                                            |
| 2002 | Lutz Hachmeister                                         | Klaudia Wick1                                 | Stefan Aust, Marc Conrad, Uwe Kammann, Ulrike Kriener, Giovanni di Lorenzo, Sandra Maischberger, Mischa Hofmann, Norbert Schneider, Barbara Sichtermann, Natalia Wörner                                                       |
| 2003 | Helmut Markwort                                          | Gisela Marx                                   | Alexander Gorkow, Mischa Hofmann, Ann-Kathrin Kramer, Mark Schlichter, Sybille Simon-Zülch, Udo Wachtveitl, Volker Weicker |
| 2004 | Helmut Markwort                                          | Gisela Marx                                   | Mischa Hofmann, Ann-Kathrin Kramer, Hubertus Meyer-Burckhardt, Roland Suso Richter, Thomas Schadt, Sybille Simon-Zülch, Udo Wachtveitl, Volker Weicker, Klaudia Wick1                                                         |
| 2005 | Klaudia Wick1                                            | Thomas Schadt                                 | Alexander Adolph, Markus Brunnemann, Ulrike Folkerts, Stefan Niggemeier, Roland Suso Richter, Heike Richter-Karst, Marcel Rosenbach                                                                                           |
| 2006 | Klaudia Wick                                             | Thomas Schadt                                 | Alexander Adolph, Dieter Anschlag, Markus Brunnemann, Martin Eigler, Sandra Maischberger, Christiane Paul, Heike Richter-Karst, Marcel Rosenbach, Volker Weicker                                                              |
| 2007 | Klaudia Wick                                             | Thomas Schadt                                 | Alexander Adolph, Dieter Anschlag, Christian Becker, Martin Eigler, Heike Richter-Karst, Marcel Rosenbach, Michael Scholten, Barbara Schöneberger, Volker Weicker                                                             |
| 2008 | Lutz Carstens                                            | k. A.                                         | Dieter Anschlag, Christian Becker, Bettina Böttinger, Sophie von Kessel, Miriam Meckel, Heike Richter-Karst, Barbara Schöneberger, Klaudia Wick                                                                               |
| 2009 | Bettina Böttinger                                        | Miriam Meckel                                 | Dieter Anschlag, Tim Bergmann, Lutz Carstens, Christian von Castelberg, Christoph Keese, Beatrice Kramm, Klaudia Wick |
| 2010 | Bettina Böttinger                                        | Christoph Keese                               | Dieter Anschlag, Tim Bergmann, Wigald Boning, Lutz Carstens, Ralf Husmann, Beatrice Kramm, Klaudia Wick |
| 2011 | Christoph Keese                                          | Christiane Ruff                               | Dieter Anschlag, Else Buschheuer, Lutz Carstens, Ralf Husmann, Leopold Hoesch, Hans-Werner Meyer, Klaudia Wick |
| 2012 | Christiane Ruff                                          | Klaudia Wick                                  | Dieter Anschlag, Else Buschheuer, Lutz Carstens, Annette Frier, Leopold Hoesch, Christoph Keese, Torsten Körner |
| 2013 | Christiane Ruff                                          | Klaudia Wick                                  | Miguel Alexandre, Dieter Anschlag, Barbara Auer, Lutz Carstens, Leopold Hoesch, Torsten Körner, Michael Kessler |
| 2014 | Torsten Körner                                           | Lutz Carstens                                 | Dieter Anschlag, Leopold Hoesch, Caroline Peters, Christiane Ruff, Volker Weicker, Klaudia Wick |
| 2015 | keine Verleihung des Deutschen Fernsehpreises            | keine Verleihung des Deutschen Fernsehpreises | keine Verleihung des Deutschen Fernsehpreises |
| 2016 | Lutz Carstens                                            | Beatrice Kramm                                | Steffen Hallaschka, Jakob Krebs, Ulrike Kriener, Jan Köppen, Thomas Lückerath, Peter Nadermann, Nicole Rosenbach, Wilfried Urbe, Volker Weicker                                                                               |
| 2017 | Lutz Carstens                                            |                                               | Bettina Josmann, Jakob Krebs, Phillip Laude, Thomas Lückerath, Peter Nadermann, Caroline Peters, Nicole Rosenbach, Marcus Uhl, Wilfried Urbe                                                                                  |
| 2018 | Lutz Carstens                                            |                                               | Christian Becker, Steffen Hallaschka, Bettina Josmann, Jan Peter Lacher, Peter Nadermann, Stephanie Prehn, Diemut Roether, Christiane Ruff, Jürgen Schulte, Marcus Uhl, Wilfried Urbe, Stefan Wirtz, Frank Zervos             |
| 2019 | Wolf Bauer                                               |                                               | Christian Becker, Iris Bettray, Orkun Ertener, Maria Furtwängler, Bettina Josmann, Florian Kumb, Kirsten Petersen, Stephanie Prehn, Katrin Sandmann, Natalie Scharf, Jürgen Schulte, Mitri Sirin, Stefan Wirtz                |
| 2020 | Wolf Bauer                                               |                                               | Viviane Andereggen, Iris Bettray, Reinhard Bezler, Orkun Ertener, Maria Furtwängler, Georg Hirschberg, Florian Kumb, Mark Land, Thomas Lückerath, Gerda Müller, Antonia Rados, Mitri Sirin, Stefan Wirtz                      |
| 2021 | Wolf Bauer                                               | Iris Bettray                                  | Viviane Andereggen, Micky Beisenherz, Daniel Bröckerhoff, Nanni Erben, Maria Furtwängler, Udo Grätz, Beate Höbermann, Malte Kruber, Alexander Lindh, Thomas Lückerath, Stephanie McClain, Shary Reeves                        |
| 2022 | Wolf Bauer                                               | Astrid Quentell                               | Viviane Andereggen, Nanni Erben, Daniel Guhl, Michaela Hummel, Louis Klamroth, Malte Kruber, Thomas Lückerath, Valerie Niehaus, Shary Reeves, Milena Seyberth, Marc Terjung, Burkhardt Weiß                                   |
| 2023 | Wolf Bauer                                               |                                               | Nanni Erben, Udo Grätz, Daniel Guhl, Michaela Hummel, Stephan Lamby, Thomas Lückerath, Florian Lüke, Valerie Niehaus, Astrid Quentell, Shary Reeves, Milena Seyberth, Marc Terjung, Collien Ulmen-Fernandes, Burkhardt Weiß   |
| 2024 | Wolf Bauer                                               |                                               | Ute Biernat, Nanni Erben, Udo Grätz, Daniel Guhl, Stephan Lamby, Thomas Lückerath, Florian Hellenkamp, Valerie Niehaus, Jana Pareigis, Shary Reeves, Eva Schubert, Milena Seyberth, Collien Ulmen-Fernandes, David Ungureit   |

1 Bis 2005 hieß Klaudia Wick mit Nachnamen Brunst.
Sender, die Fernsehproduktionen selbst herstellen oder herstellen lassen und die bundesweit empfangbar sind, können der Jury jeweils zwei bis drei Vorschläge pro Kategorie unterbreiten. Darüber hinaus können die Jurymitglieder in allen Kategorien unbeschränkt Vorschläge einbringen. Auch Fachverbänden können ein Vorschlagsrecht eingeräumt werden.
Aus allen Vorschlägen werden per Mehrheitsentscheid drei oder fünf Nominierungen und daraus von der Jury dann die Preisträger gewählt.

## Kategorien

### Aktuelle Kategorien
Die folgende Tabelle ist eine Aufzählung aller Kategorie, die zurzeit verliehen werden. Da im Laufe der Jahre die Bezeichnungen der Kategorien sich veränderten, wird die aktuelle Bezeichnung fett geschrieben.
| Kategorie | Zeitraum der Verleihung |
| --- | --- |
| Bester Fernsehfilm/Bester Mehrteiler Bester Fernsehfilm Bester Mehrteiler | 1999 bis 2008 seit 2009 2009 bis 2013, seit 2017 |
| Beste Drama-Serie | seit 2018 |
| Beste Comedy-Serie | seit 2018 |
| Beste Reportage Beste Dokumentation/Bester Dokumentarfilm Beste Dokumentation Beste Dokumentation/Reportage | 1999 bis 2014 1999 2000 bis 2014 seit 2016 |
| Beste Informationssendung Beste Moderation Information Beste Informationssendung/Beste Moderation Information Beste Informationssendung: Beste Wissenssendung Beste Moderation Information: Bester Auslandsreporter Beste Informationssendung/Moderation Beste Information Beste Information: Berichterstattung zur Flüchtlingskrise Beste persönliche Leistung Information Beste Moderation/Einzelleistung Information Beste Information: Auslandsreporter | 1999, 2003, 2005 bis 2007 1999, 2003, 2005 bis 2007 2000 bis 2002, 2004 2008 2009 2010 bis 2014, 2017 bis 2018, seit 2020 2016 2016 bis 2017 2018, seit 2020 2019 |
| Bestes Infotainment | seit 2017 |
| Beste Show Beste Unterhaltungssendung Beste Unterhaltungssendung/Beste Moderation Unterhaltung Beste Unterhaltungssendung/Beste Show Beste Unterhaltung Beste Unterhaltung Show Beste Unterhaltung Primetime Beste Unterhaltung Late Night Beste Unterhaltung Reality | 1999 1999 bis 2000, 2003 2001 bis 2002, 2004 bis 2007 2008 2010 bis 2011, 2014 2012 bis 2013, seit 2020 2016 bis 2019 seit 2020                                   |
| Beste Moderation Unterhaltung Beste Moderation Unterhaltung: Late Night Beste Unterhaltungssendung/Moderation Beste Moderation/Einzelleistung Unterhaltung | 2003, 2016 bis 2017, 2019 2008 2009 2018, seit 2020 |
| Bestes Dokutainment Beste Unterhaltung Doku Beste Unterhaltung Doku / Dokutainment Bestes Factual Entertainment | 2010, 2014 2011 2012 bis 2013 seit 2016 |
| Beste Sportsendung Bester Sportjournalismus | 1999 bis 2014, seit 2017 2016 |
| Beste Comedy-Sendung/Beste Moderation Unterhaltung Beste Comedy Beste Comedy-Sendung Beste Comedy/Kabarett | 2000 2001 bis 2002, 2004 bis 2014, seit 2018 2003 2016 bis 2017                                                                                                   |
| Bester Schauspieler Hauptrolle Fernsehfilm/Mehrteiler Bester Schauspieler Hauptrolle Bester Schauspieler Fernsehfilm Bester Schauspieler | 1999 bis 2001 2002 bis 2003, 2009 2004 bis 2006 2007 bis 2008, seit 2010                                                                                          |
| Beste Schauspielerin Hauptrolle Fernsehfilm/Mehrteiler Beste Schauspielerin Hauptrolle Beste Schauspielerin Fernsehfilm Beste Schauspielerin | 1999 bis 2001 2002 bis 2003, 2009 2004 bis 2006 2007 bis 2008, seit 2010                                                                                          |
| Beste Regie Serie Beste Regie Fernsehfilm/Mehrteiler Beste Regie Beste Regie Fiktion | 1999 1999 bis 2006 2007 bis 2009, 2016 bis 2019 seit 2020 |
| Beste Regie Unterhaltung | seit 2020 |
| Bestes Buch Serie Bestes Buch Fernsehfilm/Mehrteiler Bestes Buch Bestes Buch Fiktion | 1999 1999 bis 2006 2007 bis 2009, 2016 bis 2019 seit 2020 |
| Beste/r Autor/in Unterhaltung | seit 2020 |
| Beste Musik | 1999 bis 2009, seit 2016 |
| Beste Kamera Beste Kamera Fiktion | 1999 bis 2009, 2016 bis 2019 seit 2020 |
| Beste Kamera Information/Dokumentation | seit 2020 |
| Bester Schnitt Bester Schnitt Fiktion | 1999 bis 2009, 2016 bis 2019 seit 2020 |
| Bester Schnitt Unterhaltung | seit 2020 |
| Bester Schnitt Information/Dokumentation | seit 2020 |
| Bestes Szenenbild Beste Kostüme Beste Ausstattung (Szenenbild und/oder Kostüm) Beste Ausstattung (Szenenbild/Kostümbild) Beste Ausstattung Beste Ausstattung (Bühnenbild/Studiodesign) Beste Ausstattung (Fernsehfilm) Beste Ausstattung (Szenenbild und Kostümbild) Beste gestalterische Leistung Unterhaltung (Regie, Buch, Schnitt) Beste Ausstattung Show Beste Ausstattung Fiktion Beste Gestaltung Unterhaltung                                       | 1999 1999 2000 bis 2001 2002 2003 bis 2005, 2016 bis 2019 2006 2008 bis 2009 2018 2019 seit 2020 seit 2020                                                        |
| Förderpreis | seit 1999 |
| Ehrenpreis der Stifter | seit 1999 |

### Ehemalige Kategorien

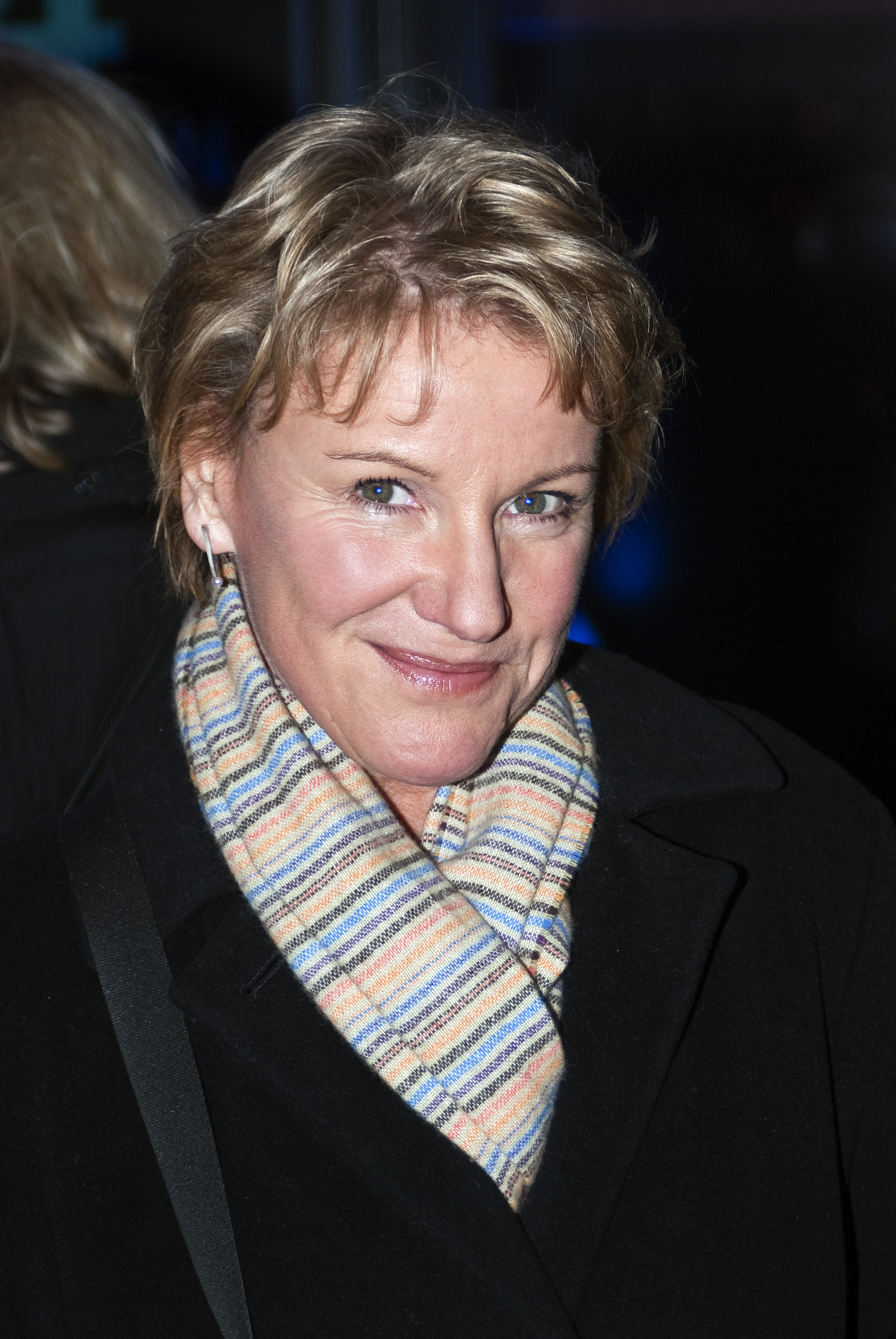
Mariele Millowitsch, die einzige Preisträgerin in der Kategorie Beste Schauspielerin Sitcom

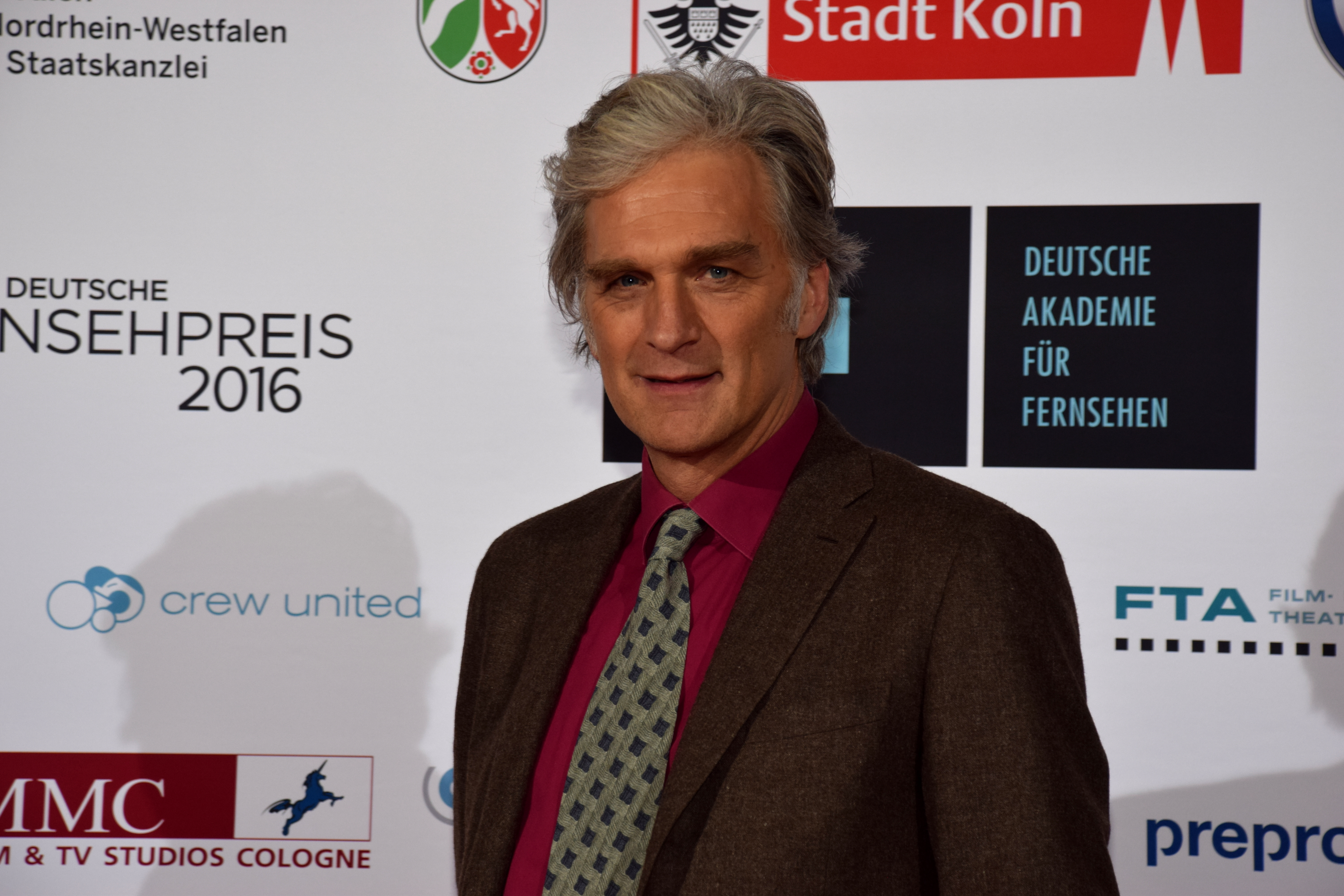
Walter Sittler, der einzige Preisträger in der Kategorie Bester Schauspieler Sitcom

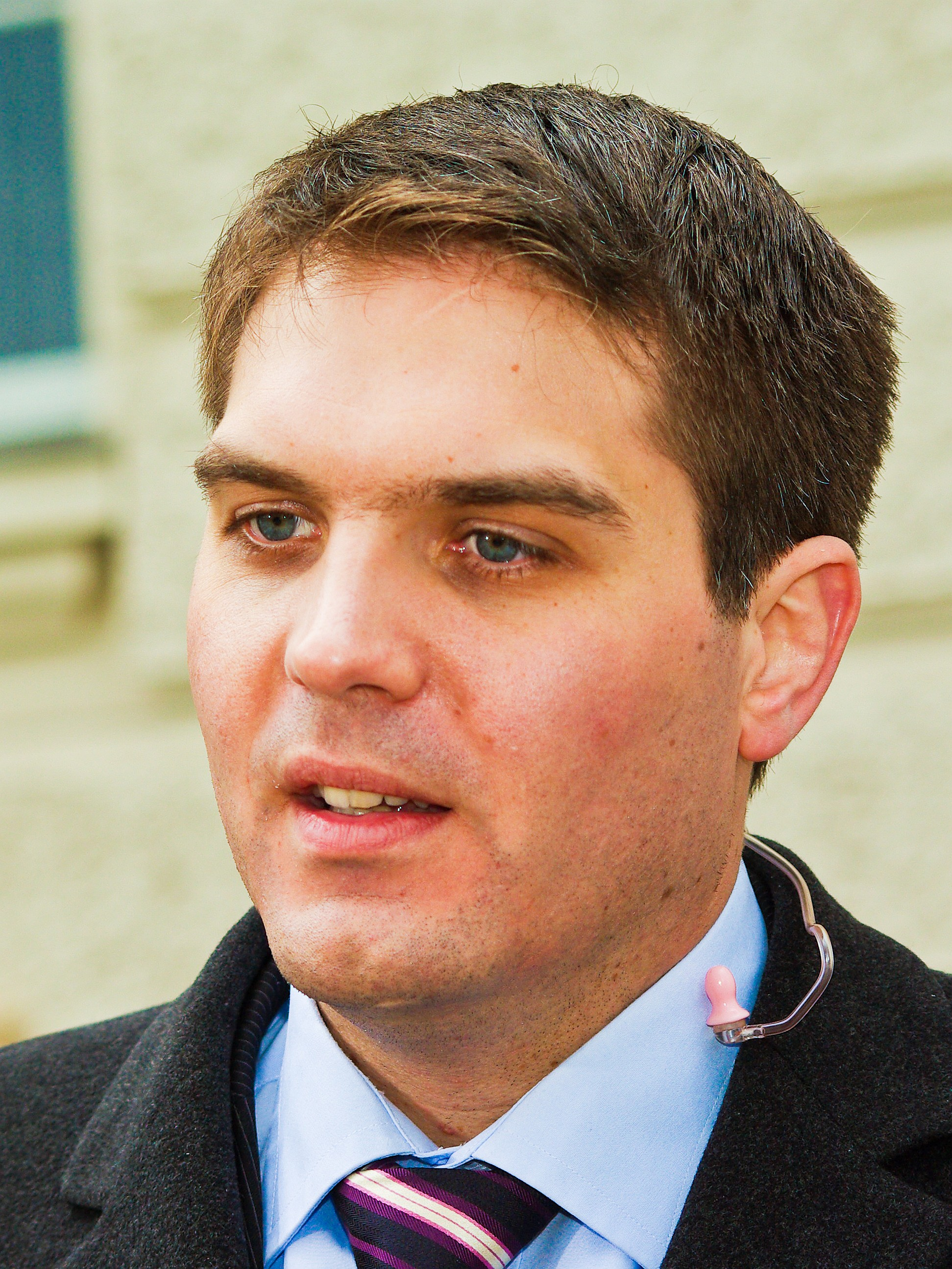
Frederik Pleitgen, der im Jahre 2011 mit einer Lobenden Erwähnung geehrt wurde.

Kategorien, die nicht mehr verliehen werden:
| Kategorie | Zeitraum der Verleihung                                        |
| --- | -------------------------------------------------------------- |
| Beste Kindersendung | 1999                                                           |
| Beste ausländische Sendung | 1999                                                           |
| Sonderpreis | 1999 bis 2014                                                  |
| Beste Serie Beste Serie/Beste Schauspieler Serie | 1999 bis 2000, 2002 bis 2005, 2007 bis 2017 2001, 2006         |
| Bester Schauspieler Hauptrolle Serie Beste Schauspielerin Hauptrolle Serie Bester Schauspieler Serie Beste Schauspielerin Serie Beste Schauspieler Serie                                                                                      | 1999 bis 2000 1999 bis 2000 2002 bis 2004 2005                 |
| Bester Schauspieler Nebenrolle Beste Schauspielerin Nebenrolle Beste Schauspieler Nebenrolle | 1999 bis 2006, 2008 bis 2009 1999 bis 2006, 2008 bis 2009 2007 |
| Fernsehereignis des Jahres | 2002                                                           |
| Beste tägliche Sendung Beste tägliche Sendung (Service) Beste tägliche Serie | 2002 bis 2003 2004 2005                                        |
| Bester Schauspieler Sitcom | 2003                                                           |
| Beste Schauspielerin Sitcom | 2003                                                           |
| Beste Sitcom | 2003 bis 2007                                                  |
| Publikumspreis Publikumspreis „Beste tägliche Serie“ Publikumspreis „Bester Entertainer“ Publikumspreis „Bestes Frühstücksfernsehen/Morgenmagazin“ Publikumspreis „Beste Nachrichtensendung“ Publikumspreis „Beste/Bester Show-Moderator(en)“ | 2003 2010 2011 2012 2013 2014                                  |
| Beste Krimi-Reihe | 2005                                                           |
| Freie Personalkategorie: Bester TV-Berater | 2007                                                           |
| Freie Formatkategorie: Beste Kochshow Freie Formatkategorie: Beste Reality-Sendung | 2007 2008                                                      |
| Freie Kategorie: Beste Visuelle Effekte | 2008                                                           |
| Besondere Leistung Fiktion Besondere Leistung Unterhaltung Besondere Leistung Information Besondere Leistung | 2010 bis 2012 2010 bis 2012 2013                               |
| Lobende Erwähnung | 2011                                                           |
| Bester Mehrteiler Dokumentation Bester Doku-Mehrteiler | 2014 2019                                                      |
| Beste Talksendung | 2016                                                           |

## Ausrichter und Moderation
Jedes Jahr ist ein anderer der beteiligten Sender Ausrichter der Verleihung. Der Ausrichter der Verleihung des jeweiligen Jahres entscheidet, wer die Verleihung moderiert. Bei der ersten Verleihung 1999 durften alle beteiligten Sender je einen Moderator nennen.
Der Ausrichterhythmus ist folgendermaßen: RTL – ZDF – Sat.1 – Das Erste.
Bisher haben 17 Männer und 7 Frauen die Verleihung moderiert. Nur einmal wurde die Verleihung zu viert (1999) und zu dritt (2014) moderiert. Neunmal wurde die Verleihung von nur einer Person moderiert bzw. fünfmal von einem Mann und viermal von einer Frau. Ebenfalls achtmal wurde die Verleihung von einem Duo moderiert. Siebenmal von einem Frau-Mann-Duo und einmal von einem Männerduo (2012). Im Jahr 2023 verzichtet Sat.1, als Ausrichter der Veranstaltung, auf eine feste Moderation. Stattdessen ersetzen wechselnde Laudatoren und Laudatorinnen die Rolle des Moderators. Die meisten Verleihungen moderierte Barbara Schöneberger (2016 bis 2022).
| Jahr | Datum                                         | Sender                                        | Moderation                                                   |
| ---- | --------------------------------------------- | --------------------------------------------- | ------------------------------------------------------------ |
| 1999 | 2. Oktober                                    | RTL                                           | Jochen Busse, Johannes B. Kerner, Gabi Bauer und Kai Pflaume |
| 2000 | 7. Oktober                                    | ZDF                                           | Ulla Kock am Brink                                           |
| 2001 | 6. Oktober                                    | Sat.1                                         | Anke Engelke und Hape Kerkeling                              |
| 2002 | 5. Oktober                                    | Das Erste                                     | Sandra Maischberger und Dirk Bach                            |
| 2003 | 27. September                                 | RTL                                           | Günther Jauch                                                |
| 2004 | 9. Oktober                                    | ZDF                                           | Thomas Gottschalk                                            |
| 2005 | 15. Oktober                                   | Sat.1                                         | Anke Engelke und Hugo Egon Balder                            |
| 2006 | 20. Oktober                                   | Das Erste                                     | Jörg Pilawa                                                  |
| 2007 | 29. September                                 | RTL                                           | Marco Schreyl                                                |
| 2008 | 11. Oktober                                   | ZDF                                           | Thomas Gottschalk                                            |
| 2009 | 26. September                                 | Sat.1                                         | Anke Engelke und Bastian Pastewka1                           |
| 2010 | 9. Oktober                                    | Das Erste                                     | Sandra Maischberger und Kurt Krömer                          |
| 2011 | 2. Oktober                                    | RTL                                           | Marco Schreyl und Nazan Eckes                                |
| 2012 | 2. Oktober                                    | ZDF                                           | Oliver Welke und Olaf Schubert                               |
| 2013 | 2. Oktober                                    | Sat.1                                         | Oliver Pocher und Cindy aus Marzahn                          |
| 2014 | 2. Oktober                                    | Das Erste                                     | Sandra Maischberger, Hans Sigl und Klaas Heufer-Umlauf       |
| 2015 | keine Verleihung des Deutschen Fernsehpreises | keine Verleihung des Deutschen Fernsehpreises | keine Verleihung des Deutschen Fernsehpreises                |
| 2016 | 13. Januar                                    | RTL2                                          | Barbara Schöneberger                                         |
| 2017 | 2. Februar                                    | ZDF2                                          | Barbara Schöneberger                                         |
| 2018 | 26. Januar                                    | Sat.13                                        | Barbara Schöneberger                                         |
| 2019 | 31. Januar                                    | Das Erste4                                    | Barbara Schöneberger und Steffen Hallaschka                  |
| 2020 | 6. Juni                                       | RTL5                                          | Barbara Schöneberger                                         |
| 2021 | 16. September                                 | RTL                                           | Barbara Schöneberger                                         |
| 2022 | 14. September                                 | ZDF                                           | Barbara Schöneberger                                         |
| 2023 | 28. September                                 | Sat.1                                         | keine feste Moderation                                       |
| 2024 | 25. September                                 | Das Erste                                     | Barbara Schöneberger                                         |

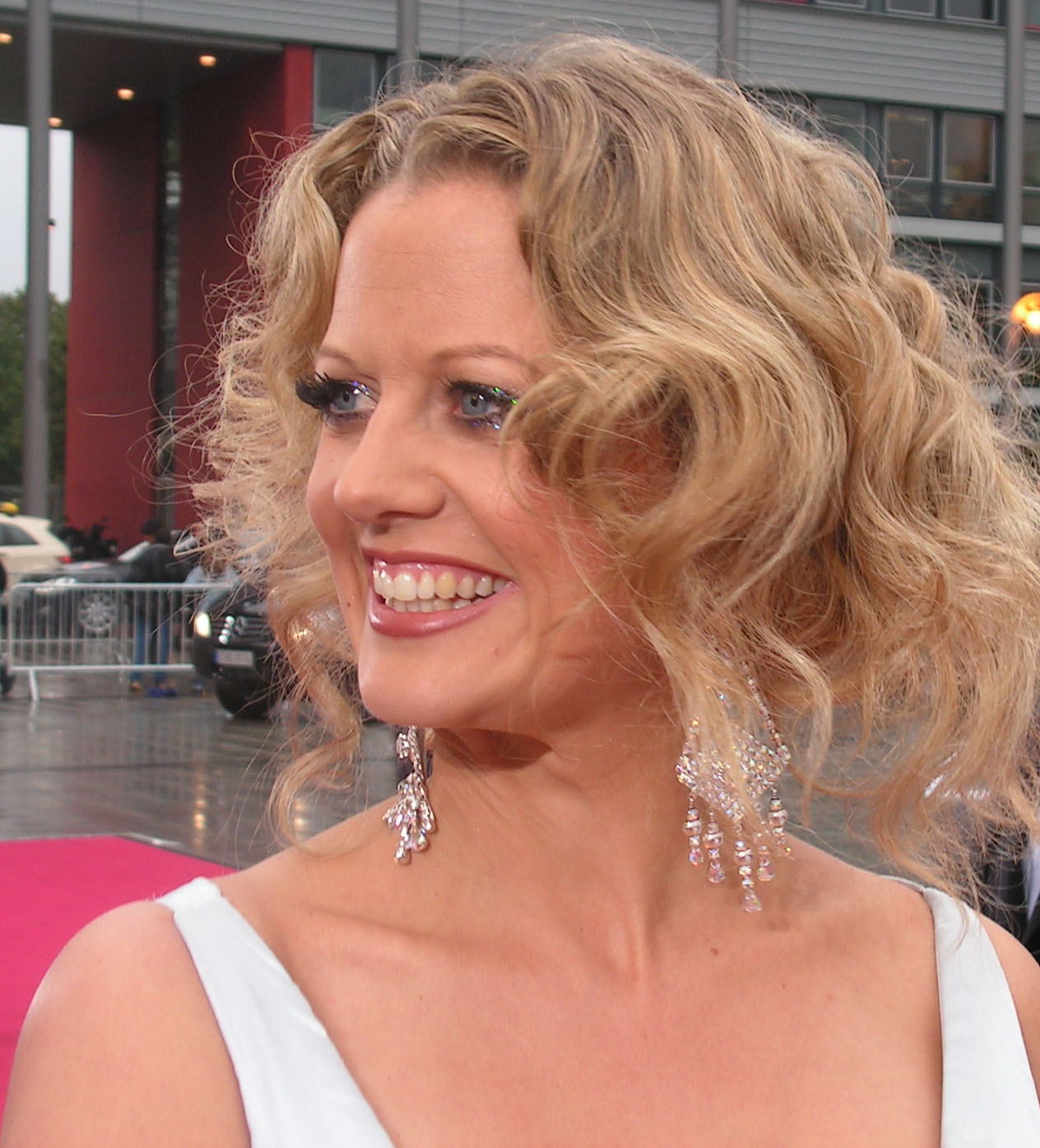
Barbara Schöneberger moderierte als Einzige sechs Verleihungen des deutschen Fernsehpreises.

1 Anke Engelke & Bastian Pastewka moderierten im Jahr 2009 in der Rolle des Volksmusik-Duos Wolfgang & Anneliese
2 keine Live-Ausstrahlung im Fernsehen; nur eine 30- bis 45-minütige Zusammenfassung
3 keine Live-Ausstrahlung oder Zusammenfassung im Fernsehen
4 Live-Übertragung im Webstream; zweistündige Zusammenfassung im Fernsehen
5 Die Veranstaltung wurde aufgrund der COVID-19-Pandemie abgesagt.

## Die Trophäe

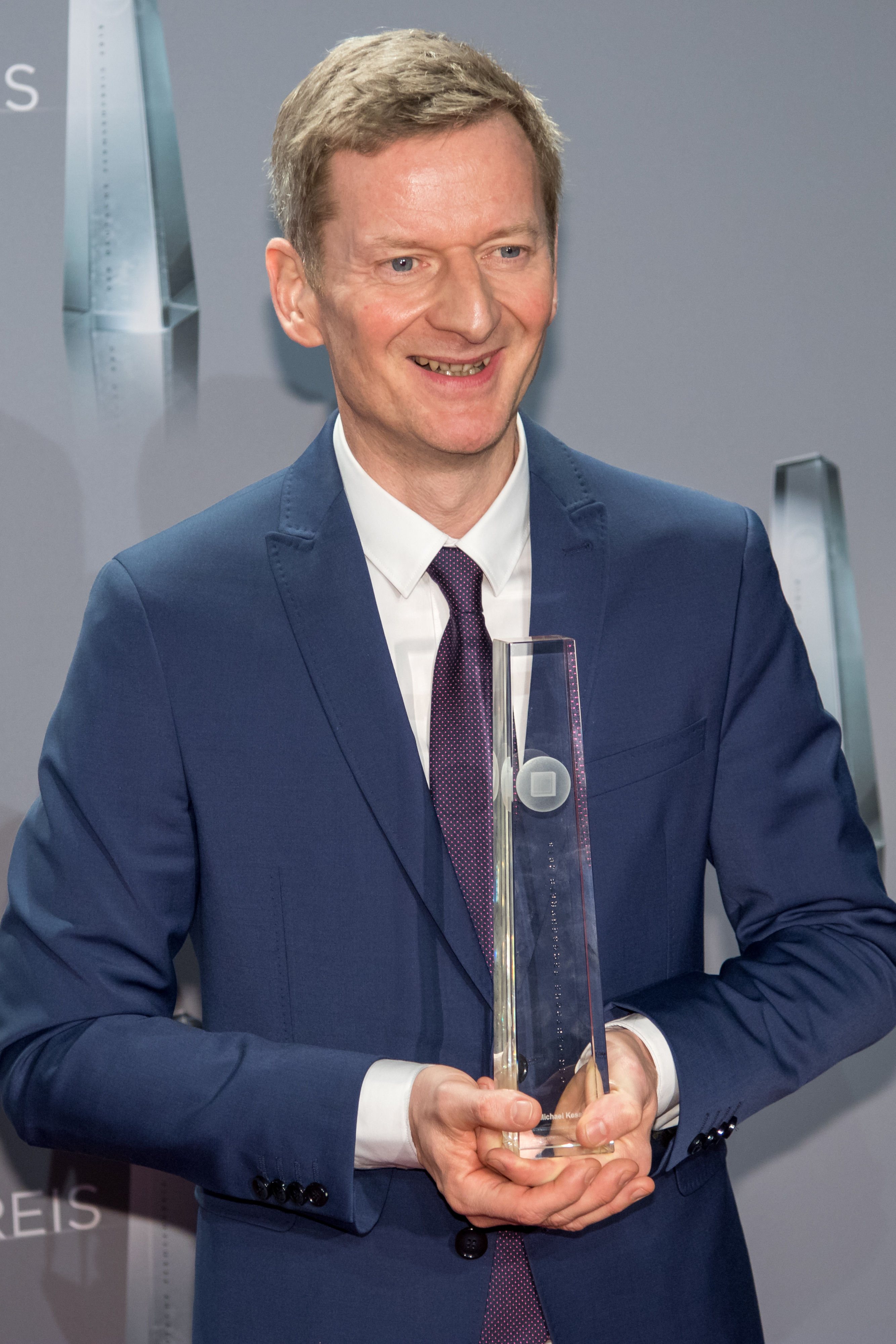
Die Trophäe nach der Verleihung 2018 in den Händen von Michael Kessler.

Die Trophäe ist ein 30 cm großer Obelisk. Der Obelisk besteht aus einem Glaskörper, der für ein Gewicht von ca. 1,9 bis 2 kg sorgt. Im Obelisken ist ein mit modernster Lasertechnik erzeugter dreidimensionaler Fernsehbildschirm gelasert.
Der Entwurf zu der Trophäe stammt aus dem Peter Schmidt Studio Hamburg und hergestellt wird er von der Glas-Firma Rastal in Höhr-Grenzhausen (Rheinland-Pfalz).
Noch während die Verleihung läuft, werden die Namen der Gewinner mit einem mobilen Gravursystem in den Pokal gelasert.

## Kritik
2007 erhielt das Organisationsbüro des Deutschen Fernsehpreises den Preis der beleidigten Zuschauer für den „Kauf“ von „Fans“ zur Verleihung 2006 in Köln-Ossendorf.
Einen Eklat gab es 2008, als Marcel Reich-Ranicki live in der Gala den ihm zugedachten Fernsehpreis ablehnte. Er wollte damit vor allem auf die seiner Meinung nach miserable Qualität des deutschen Fernsehens hinweisen.
Die Privatsender äußerten Unmut über die unklaren Verleihungsmaßstäbe der Kategorien. Privatsender beschwerten sich zudem, weil sie bei der Preisvergabe oft leer ausgingen und die Öffentlich-Rechtlichen empfanden die ausgezeichneten Sendungen häufig als nicht preiswürdig.
Es wurde zudem Kritik laut, als die Preise nicht mehr in einzelnen Kategorien wie Regie, Kamera, Schnitt, Musik und Ausstattung vergeben wurden, sondern für Filme, Teams und Schauspieler.
Zur Verleihung 2013 wurde die „Lieblosigkeit“ und die „Niveauslosigkeit“ der Gala zur Preisverleihung kritisiert.
Vor der Verleihung 2018 wurde der Umgang mit Drehbuchautoren in der Einladungs- und Nominierungspolitik kritisiert.